# Interstellar
Interstellar (conocida como Interestelar en Hispanoamérica) es una película épica de drama y ciencia ficción británico-estadounidense y canadiense  de 2014, dirigida por Christopher Nolan y protagonizada por Matthew McConaughey, Anne Hathaway, Jessica Chastain, Michael Caine y Matt Damon. Ambientada en un futuro distópico donde la humanidad está luchando por sobrevivir, ya que la Tierra se está volviendo inhabitable por el polvo que está arrasando con todo, cuenta la historia de un grupo de astronautas que viajan a través de un agujero de gusano cerca de Saturno en busca de un nuevo hogar para la humanidad. 
Los hermanos Christopher y Jonathan Nolan escribieron el guion, que tuvo su origen en un borrador que Jonathan desarrolló en 2007. Christopher Nolan produjo la película junto a su esposa Emma Thomas mediante su compañía productora Syncopy, y con Lynda Obst a través de Lynda Obst Productions. El físico teórico Kip Thorne, cuyo trabajo inspiró la película, fue productor ejecutivo y participó como consultor científico. Warner Bros., Paramount Pictures y Legendary Pictures cofinanciaron la película.[cita requerida]
Interstellar se estrenó el 26 de octubre de 2014 en Los Ángeles. En América del Norte se lanzó en película fotográfica, expandiendo su disponibilidad a otros lugares usando proyectores digitales. En los Premios de la Academia de 2014, la película ganó el Óscar a los mejores efectos visuales, y fue nominada por mejor banda sonora, mejor sonido y mejor diseño de producción. Recibió también varios premios y nominaciones, en particular por sus efectos visuales, fotografía, banda sonora y la actuación de Mackenzie Foy.[cita requerida]

## Resumen
En 2067, la destrucción de las cosechas en la Tierra ha hecho que la agricultura sea cada vez más difícil y se vea amenazada la supervivencia de la humanidad, una plaga consume el oxígeno y cambia la composición química de la atmósfera. Joseph Cooper, viudo, exingeniero y piloto de la NASA, convertido ahora en granjero, dirige una granja con su suegro Donald, su hijo Tom y su hija Murph, quien cree que su habitación está embrujada por un poltergeist cuando caen los libros y un juguete de su repisa. 
Cuando los tractores cosechadores autónomos rodean la casa de la granja, aparecen inexplicablemente extraños patrones de polvo en el suelo de la habitación de Murph, Cooper se da cuenta de que la gravedad está detrás de su formación, no un «fantasma». Interpreta el patrón como un conjunto de coordenadas geográficas formadas en código binario. Cooper y Murph siguen las coordenadas a una instalación secreta de la NASA bajo una montaña, donde se encuentran con el exprofesor de Cooper, el doctor Brand.
Brand revela que, misteriosamente, un agujero de gusano apareció cerca de Saturno hace 48 años, abriendo un camino a una galaxia distante con algunos planetas potencialmente habitables para los humanos. Bajo su dirección, doce voluntarios viajaron a través del agujero en diferentes naves, para evaluar la idoneidad de cada planeta como nuevo hogar de la humanidad. Los voluntarios Miller, Edmunds y Mann enviaron datos alentadores de planetas cerca de un agujero negro supermasivo llamado Gargantúa. 
Brand recluta a Cooper para pilotar la nave espacial Endurance con el fin de investigar más los nuevos mundos al otro lado del agujero de gusano, acepta participar a cambio de que garanticen el cuidado y la educación de su hija Murph en la universidad como científica en el proyecto, mientras trabaja en el «Plan A», una teoría gravitatoria de la propulsión que permitiría elevar la estación espacial que están construyendo, llevarla a la órbita del planeta Saturno y lograr el éxodo de la humanidad desde la Tierra a esos nuevos planetas. 
El Endurance también lleva 5000 embriones congelados para el «Plan B», que es colonizar un planeta habitable para asegurar la supervivencia de la humanidad, en caso de que no puedan salvar la vida en la Tierra. Antes de que Cooper se vaya, se despide de Murph llevándose un reloj de pulsera y dejándole otro igual, para comprobar la diferencia en el tiempo cuando vuelva, debida a los efectos relativistas de los viajes espaciales. Ella le informa a su padre, un último mensaje del «fantasma» que dice «Quédate». Como Cooper cree que es una excusa para que él no se vaya, Murph se enfada y no vuelve a ver a su padre. Antes de que Cooper se vaya, se cae un libro del estante de la habitación de Murph.
La tripulación de Cooper está formada por los científicos Romilly, Doyle y Amelia (hija del doctor Brand) y los robots TARS y CASE, a bordo del Endurance. Cooper y la tripulación se colocan en cápsulas de hipersueño, mientras que TARS y CASE preparan la nave para el trayecto hasta Saturno dejándola en piloto automático, el cual durará dos años. Al llegar a Saturno, despiertan y se alistan para entrar en la órbita del planeta. Una vez allí, atravesando el agujero de gusano se dirigen primero al planeta de Miller, un mundo oceánico donde el tiempo está severamente dilatado debido a su proximidad a Gargantúa: por cada hora allí, pasan siete años en la Tierra. Deciden dejar la nave Endurance a una distancia adecuada del planeta Miller para que quien quede arriba, mientras otros exploran, no se vea afectado por los efectos de la dilatación temporal. Arriba se queda Romilly, y los demás bajan a explorar. 
Solo encuentran los restos de la expedición de Miller, cuando llega al planeta minutos antes que ellos y su nave se destruye por una ola de varios kilómetros de altura. Amelia recupera los datos de Miller justo antes de la llegada de otra ola gigantesca, la cual mata a Doyle y mete agua en los motores, retrasando su salida durante 1 hora, hasta la llegada de una nueva ola que casi los destruye, logran introducir oxígeno de la cabina de mando a los motores para limpiarlos con las llamas del oxígeno y poder encenderlos para escapar del planeta, pasando sobre la ola a gran velocidad, al comprobar que sería imposible vivir en ese planeta con las grandes olas destructivas. 
Después de regresar con mucha dificultad al Endurance, descubren que han transcurrido 23 años en la Tierra, lo que se refleja en Romilly, ya que también vio pasar todo ese tiempo en videos mientras ellos estaban en el planeta, aunque en el Endurance en órbita en el agujero negro transcurrieron solamente 9 años y la expedición en el planeta un poco más de una hora.
Murph, ahora adulta y convertida en una importante científica teórica, ha estado ayudando al doctor Brand con su investigación sobre controlar la gravedad durante varios años. Este, en su lecho de muerte, le confiesa que el «Plan A» no era factible, lo que ha sabido desde antes de la partida del Endurance. Esto hace que Murph se sienta traicionada por su padre, de quien cree la abandonó. También revela que el «Plan B» fue el único plan todo el tiempo. En una sesión de video grabada y enviada al Endurance, Murph notifica a Amelia de la muerte de su padre, acusándola a ella y a Cooper de abandonar la Tierra, lo que horroriza a todos. Creyendo que las ecuaciones pueden ser resueltas, ella continúa trabajando en una solución al «Plan A», sabiendo que necesita más datos sobre singularidades gravitacionales.
Con poco combustible, la tripulación elige el planeta de Mann en lugar del de Edmunds como la siguiente parada, ya que Mann sigue transmitiendo. Al llegar a este segundo planeta, tienen que despertar a Mann de su sueño, quien reacciona muy emotivamente al verlos, creyendo que nunca volvería a despertar, solamente despiertan a Mann y no a su tripulación por tener más recursos para mantenerlos con vida. Una vez allí, Mann le asegura a la tripulación de Cooper, que el planeta congelado es habitable a pesar de su atmósfera cargada de amoníaco, pero ellos son traicionados por Mann, que trata de escapar del planeta y altera el resultado de las investigaciones del planeta congelado, al comprobar no puede sostener la vida humana, él enviaba información falsa para ser rescatado y regresar a la Tierra en una misión desesperada, incluso está dispuesto a matar a sus colegas científicos para regresar a la Tierra. 
Mientras inspeccionan el planeta, Mann intenta matar a Cooper, revelando que falsificó los datos que había transmitido con la esperanza de ser rescatado y poder regresar a la Tierra, ya no le importa el plan de salvación de la humanidad, solamente se preocupa por salvar su propia vida. Tiene un plan secreto de sabotaje de la estación científica con una bomba para matar a todos, roba el vehículo explorador de Cooper y se dirige al Endurance, al considerar que ellos no van a querer regresar al planeta Tierra y ya no quedan recursos en la nave, para sostener a todos en el viaje de regreso a la Tierra.
Mientras tanto, Romilly es asesinado por una trampa disparada por Mann, una bomba activada al solicitar la clave para ingresar a la verdadera información científica del planeta, como un sabotaje para tratar de matarlos a todos. Amelia rescata a Cooper en la nave de aterrizaje convertida en laboratorio y persiguen a Mann hacia el Endurance, que escapa en la primera nave de exploración. Mann intenta una peligrosa operación manual de atraque, porque el acople en el espacio estaba con una clave de seguridad para su aprobación, ignorando las advertencias de Cooper y perece en el intento, dañando gravemente al Endurance en el proceso. Cooper, con la ayuda de TARS, utiliza el módulo de aterrizaje para acoplarse con la nave espacial girando sobre el paneta, en otro puerto de acople y logra estabilizar la nave, en una arriesgada y complicada maniobra.
Las opciones por la supervivencia humana son cada vez menores, y la tripulación deberá ahora tomar decisiones más difíciles. CASE advierte a Cooper de que el Endurance está cayendo hacia el tirón gravitatorio de Gargantúa, debido a la explosión provocada por el Dr. Mann, entonces Cooper decide utilizar a Gargantúa como asistencia gravitatoria para impulsar la nave hacia el planeta de Edmunds más rápido y ahorrar combustible, tiempo y aprovechar los últimos recursos de la nave, Cooper les informa a todos que él quiere regresar a la Tierra, al sentirse traicionado por los planes secretos del doctor Brand, pero su proximidad a Gargantúa significa que pasará más tiempo en la Tierra. Para perder peso y permitir la maniobra, Cooper y TARS se separan de la nave y se lanzan hacia el agujero negro, a pesar de las súplicas de Brand de que no la abandonara; de esta forma Brand y CASE puedan completar el viaje al otro planeta.
Pasando por el horizonte de sucesos del agujero negro, la nave de Cooper se destruye, Cooper y TARS se eyectan al espacio sin esperanzas de vivir para esperar su muerte en algunas horas por falta de oxígeno en su traje espacial, pero de forma sorpresiva aterrizan dentro de un «teseracto», o cubo tetradimensional, que permanece en órbita al agujero negro, se asemeja a muchos pasillos de estanterías en tres dimensiones, capaces de ver al otro lado la habitación de Murph en diferentes períodos de su vida. Cooper supone que dentro del teseracto, el tiempo es una dimensión física que puede manipular, y que el teseracto y el agujero de gusano fueron creados por seres extradimensionales para permitir la comunicación con Murph, y que él era su «fantasma» todo el tiempo; asimismo, deduce junto con TARS que estos seres son en realidad la humanidad de un lejano futuro la cual ha aprendido a manipular el tiempo como dimensión física.
Utilizando la aguja del segundero del reloj que Cooper le dio a su hija Murph antes de que se fuera y, que estaba almacenado en la casa de campo desde hace algunos años, Cooper retransmite en código morse con la ayuda de TARS, que obtiene más información del teseracto, que él está al otro lado del agujero de gusano, atrapado en un teseracto al borde de un agujero negro en el futuro y envía la información de los datos cuánticos que Murph necesitaba, almacenados en los pasillos del teseracto, para poder resolver la ecuación gravitatoria en el planeta Tierra y tratar de salvar a la población de humanos con el «Plan A», ofreciendo una nueva esperanza para trasladar la vida a otro planeta en el futuro, Murph recibe la información de su padre y resuelve la ecuación para controlar la gravedad, después de varios años en el planeta Tierra de experimentos con estas nuevas teorías obtenidas por Murph, que ahora ha crecido y es una científica muy reconocida en la NASA, mientras pasaban solamente algunos minutos en el teseracto al borde del agujero negro.
Después de una eyección turbulenta del teseracto, que parece disolverse junto a él, Cooper despierta en un hospital de una nueva Estación Espacial construida por la humanidad durante muchos años, que orbita Saturno a una distancia muy cercana del agujero de gusano, gracias a toda la información obtenida por Murph para controlar la gravedad, cuando han pasado varios años en el tiempo de la Tierra, pero solamente algunos días al otro lado del agujero de gusano y algunas horas en el borde  del agujero negro. Cooper, joven y fuerte, es recibido en la nueva estación espacial en forma de tubo, con las instalaciones científicas y viviendas construidas en el lado interior del tubo, controlando la gravedad para habitar en ella, finalmente se reúne con su hija, ahora una anciana que se acerca a la muerte y llega a la Estación Espacial desde la Tierra especialmente para visitarlo, ella finalmente ha descubierto una solución científica que permita aplicar el «Plan A» para salvar a la humanidad y preparar la colonización de nuevos planetas en el futuro con la nueva Estación Espacial.
A petición de su hija, Cooper la deja en su lecho al lado de su familia, le pide que busque su propio futuro en compañías de la científica Brand, que desaparece de los registros de los investigadores y entonces él decide marcharse junto a TARS, que ha sido reparado durante varias semanas, activado y recuperado toda la información obtenida del Teseracto, secuestra una pequeña y moderna nave espacial exploradora, con nuevos motores y más autonomía, almacenada en secreto en el hangar de la Estación Espacial y ambos parten a reunirse con Brand al otro lado del agujero de gusano, en un viaje a gran velocidad y que ahora la nave va directamente al planeta de Edmunds, en cuya superficie desértica pero habitable, Brand se encuentra totalmente sola porque Edmund ha muerto y donde han pasado solamente algunos días desde su partida al borde del agujero negro Gargantúa, cuando Cooper cae abandonado en su nave espacial para que ella se pueda salvar y han pasado varios años al otro lado del agujero de gusano, pero solamente pocos días en el tiempo de Brand, tratando de preparar una nueva colonia humana en ese planeta habitable.

## Elenco
- Matthew McConaughey como Joseph Cooper.
- Anne Hathaway como Amelia Brand.
- Jessica Chastain como Murphy Murph Cooper.
  - Mackenzie Foy como la joven Murph.
  - Ellen Burstyn como la anciana Murph.
- Casey Affleck como Tom Cooper.
  - Timothée Chalamet como el joven Tom.
- Francis X. McCarthy como Boots.
- Michael Caine como el profesor John Brand.
- Wes Bentley como Doyle.
- David Gyasi como Romilly.
- Topher Grace como Getty.
- John Lithgow como Donald.
- Bill Irwin como TARS (voz).
- Josh Stewart como CASE (voz).
- Matt Damon como el Dr. Hugh Mann.
- Leah Cairns como Lois.
- David Oyelowo como director de la escuela de Murph.
- Elyes Gabel como el administrador.

## Producción

### Desarrollo y financiación
La idea de Interstellar fue concebida por la productora Lynda Obst y el físico teórico Kip Thorne, que colaboraron en la película Contact (1997) y que se conocían desde que Carl Sagan les propuso una cita a ciegas. Los dos concibieron un escenario, basado en el trabajo de Thorne, sobre «los acontecimientos más exóticos del universo que de repente se vuelven accesibles a los humanos», y atrajeron el interés del cineasta Steven Spielberg para dirigirla. La película comenzó a desarrollarse en junio de 2006, cuando Spielberg y Paramount Pictures anunciaron planes para una película de ciencia ficción basada en un boceto de ocho páginas escrito por Obst y Thorne. Obst se encargó de la producción. En marzo de 2007, Jonathan Nolan fue contratado para escribir el guion.
Después de que Spielberg trasladara su estudio de producción DreamWorks, de Paramount a Walt Disney Studios en 2009, Paramount necesitaba un nuevo director para Interstellar. Jonathan Nolan recomendó a su hermano Christopher, que se unió al proyecto en 2012. Christopher Nolan se reunió con Thorne, que entonces era productor ejecutivo, para discutir el uso del espacio-tiempo en la historia. En enero de 2013, Paramount y Warner Bros. anunciaron que Christopher Nolan estaba en negociaciones para dirigir Interstellar. Nolan dijo que quería fomentar el objetivo de los vuelos espaciales humanos, y que tenía la intención de fusionar el guion de su hermano con el suyo propio. En marzo siguiente, se confirmó que Nolan dirigiría Interstellar, que se produciría bajo su sello Syncopy y Lynda Obst Productions. The Hollywood Reporter dijo que Nolan ganaría un salario de 20 millones de dólares con el 20% de la recaudación total. Para investigar para la película, Nolan visitó la NASA y el programa espacial privado de SpaceX.
Warner Bros. buscó una participación de Nolan en la producción de Interstellar por parte de Paramount, a pesar de su tradicional rivalidad, y acordó dar a Paramount sus derechos para cofinanciar la próxima película de la franquicia de terror Viernes 13, con una participación en una futura película basada en la serie de televisión South Park. Warner Bros. también aceptó que Paramount cofinanciara una propiedad indeterminada de la «lista A». En agosto de 2013, Legendary Pictures cerró un acuerdo con Warner Bros. para financiar aproximadamente el 25% de la producción de la película. Aunque no renovó su asociación de producción de ocho años con Warner Bros., Legendary habría acordado renunciar a la financiación de Batman v Supermán: El amanecer de la justicia (2016) a cambio de la participación en Interstellar.

## Exactitud científica e incoherencias científicas

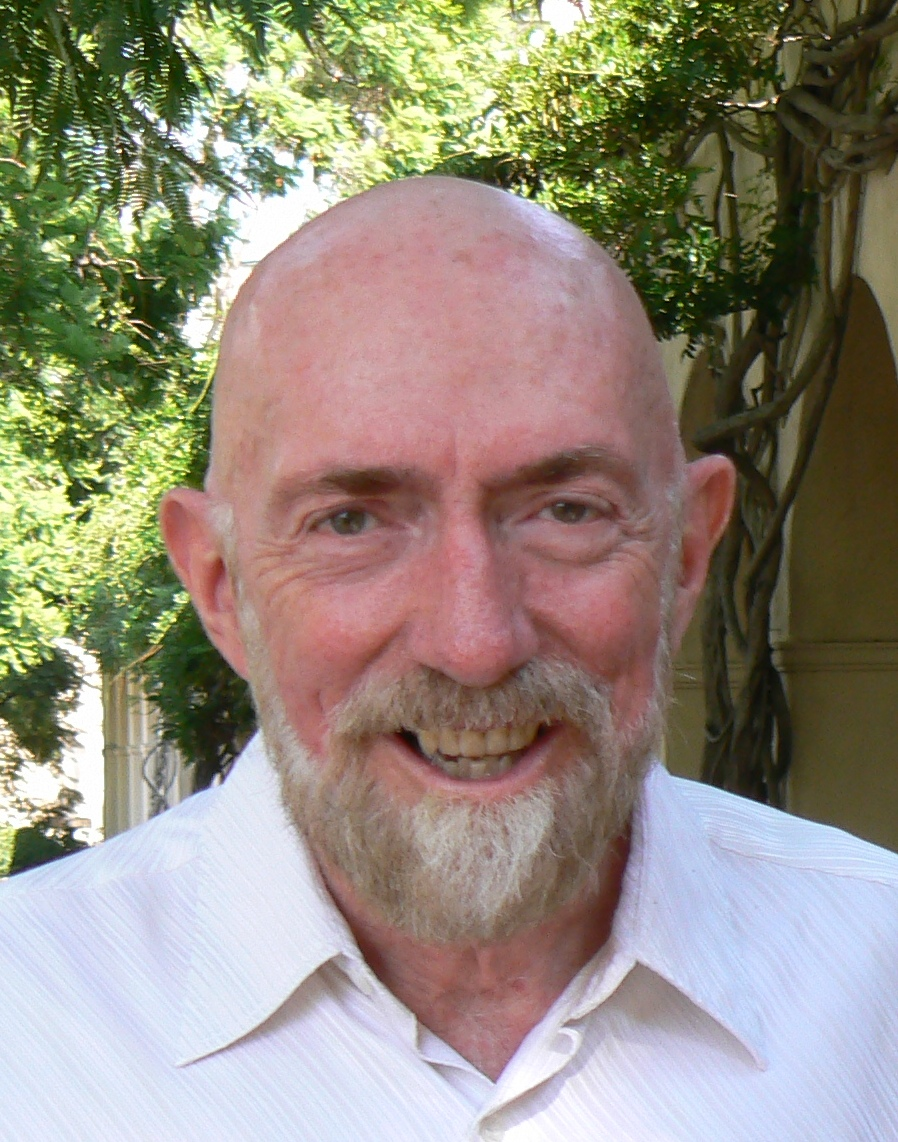
Kip Thorne, físico teórico, ejerció como consultor científico y productor ejecutivo para la película.

El físico teórico Kip Thorne fue asesor científico de la película para garantizar que las representaciones de los agujeros de gusano y de la relatividad fueran tan precisas como fuese posible. «Para las representaciones de los agujeros de gusano y el agujero negro», dijo, «hablamos sobre cómo hacerlo, y luego me puse a trabajar en las ecuaciones que permitían el rastreo de los rayos de luz, ya que viajaban a través de un agujero de gusano o alrededor de un agujero negro, así que lo que ves está basado en las ecuaciones de la relatividad general de Einstein».
En la creación del agujero de gusano y de un agujero negro supermasivo en rotación (que posee una ergosfera, a diferencia de un agujero negro que no gira), Thorne colaboró con el supervisor de efectos visuales Paul Franklin y un equipo de treinta artistas de efectos de ordenador en Double Negative. Thorne proporcionó páginas de ecuaciones teóricas a los artistas, quienes escribieron un nuevo software de representación infográfica basado en estas ecuaciones para crear simulaciones informáticas precisas de la lente gravitacional causada por estos fenómenos. Algunos fotogramas individuales tomaron hasta 100 horas de «render» y resultaron en 800 terabytes de datos. El efecto visual resultante proporcionó a Thorne una nueva visión de los efectos de las lentes gravitacionales y sobre los discos de acreción que rodean a los agujeros negros y dio lugar a la creación de dos artículos científicos, uno para la comunidad astrofísica y otro para la comunidad de gráficos por ordenador.
Christopher Nolan estuvo inicialmente preocupado de que una representación científicamente exacta de un agujero negro no fuera visualmente comprensible para el público y requeriría que el equipo de efectos alterara su apariencia haciéndola un poco menos realista. Sin embargo, Nolan encontró el efecto final comprensible, siempre que mantuviera perspectivas de cámara consistentes. «Lo que encontramos fue que siempre y cuando no cambiáramos el punto de vista demasiado, la posición de la cámara, pudimos conseguir algo muy comprensible».
Debido a que el agujero negro es supermasivo, esto permitiría también al personaje cruzar el horizonte de sucesos sin experimentar espaguetización.
Si bien es normalmente imposible salir de un agujero negro, podría en teoría hacerlo mediante la introducción de un universo de cinco dimensiones.
Además, la interpretación de cómo se vería un agujero de gusano se considera científicamente correcta. En lugar de un agujero de dos dimensiones en el espacio, este se representa como una esfera, mostrando una visión distorsionada de la galaxia de destino.
El disco de acreción es descrito por Thorne como «anémico y de baja temperatura, aproximadamente de la temperatura del Sol», con una emisión de rayos X tan baja que los astronautas en su interior tendrían una oportunidad de sobrevivir.
Al principio del proceso, Thorne estableció dos directrices: en primer lugar, que nada violaría leyes físicas establecidas. En segundo lugar, que todas las especulaciones salvajes surgirían a partir de la ciencia y no de la mente fértil de un guionista. Nolan aceptó estos términos, siempre y cuando no se interpusieran en el camino de la realización de la película. En un momento dado, Thorne pasó dos semanas tratando de hacer desistir a Nolan de una idea de un personaje que viajara más rápido que la luz, hasta que Nolan finalmente se rindió.
Según Thorne, el elemento que tiene el más alto grado de libertad artística son las nubes de hielo en uno de los planetas que visitan, que son estructuras que probablemente van más allá de la resistencia material que el hielo sería capaz de soportar.
El astrobiólogo David Grinspoon señaló que incluso con una plaga voraz habrían tomado millones de años para descender el contenido de oxígeno de la atmósfera. También señaló que las nubes de hielo deberían haber caído por la gravedad y que el planeta en órbita alrededor del agujero negro tenía luz del sol en la película cuando no debería haber tenido, además de eso pudieron usar una excusa argumental científicamente plausible como la desaparición o casi desaparición de las abejas junto con los efectos del cambio climático y la contaminación.
El astrofísico Neil deGrasse Tyson ha explorado la ciencia detrás del final de Interstellar. Concluye que teóricamente es posible interactuar con el pasado y que "no sabemos realmente lo que hay en un agujero negro, así que tómalo y corre con él". El físico teórico Michio Kaku elogió la película por su precisión científica y ha dicho que Interestelar "podría establecer el estándar de oro para las películas de ciencia ficción para los próximos años". Del mismo modo, Timothy Reyes, exingeniero de software de la NASA, dijo: "La contabilidad de Thorne y Nolan de agujeros negros y agujeros de gusano y el uso de la gravedad es excelente".

## Reparto
El director Christopher Nolan dijo que se interesó en incluir a Matthew McConaughey en el casting después de verlo en un primer corte de la película Mud, el cual tuvo la oportunidad de ver puesto que era compañero de uno de los productores, Aaron Ryder. Mientras McConaughey se encontraba en Nueva Orleans (Luisiana) en el rodaje de la serie de televisión True Detective, Nolan invitó al actor a visitarlo a su casa. Nolan también invitó a Anne Hathaway a su casa para que leyera el guion de Interestellar. En abril de 2013, Paramount anunció que ambos actores interpretarían papeles principales en la película. Nolan se refiere al personaje de McConaughey como un hombre común con el que «el público podría experimentar la historia». A Jessica Chastain se le entregó el guion mientras estaba filmando Miss Julie en Irlanda del Norte.                                                                                                        
Finalmente, otros actores conocidos se unieron a lo que se convertiría en «un reparto lleno de estrellas». El actor Irrfan Khan rechazó un papel en la película porque quería estar en la India para los estrenos de The Lunchbox y D-Day.  El actor Siddharth afirmó que hizo una audición para la película, pero que finalmente no fue elegido. Matt Damon hizo su audición a finales de agosto de 2013 con un papel secundario que se grabó en Islandia.

## Rodaje
El director de fotografía Hoyte van Hoytema rodó la película en un formato anamórfico de 35 mm y en IMAX de 70 mm. La filmación comenzó a finales de 2013 en Alberta, en Islandia y en Los Ángeles. La película incluyó un uso extensivo de efectos especiales y de miniaturas, y Double Negative creó los efectos digitales adicionales.[cita requerida]

## Música
Toda la música compuesta por Hans Zimmer, excepto "Do not go gentle into that good night", escrita por Dylan Thomas, se encuentra referenciada a continuación. 
| Edición estándar |                           |          |  |
| N.º              | Título                    | Duración |  |
| 1.               | «Dreaming of the Crash»   | 3:55     |  |
| 2.               | «Cornfield Chase»         | 2:06     |  |
| 3.               | «Dust»                    | 5:41     |  |
| 4.               | «Day One»                 | 3:19     |  |
| 5.               | «Stay»                    | 6:52     |  |
| 6.               | «Message from Home»       | 1:40     |  |
| 7.               | «The Wormhole»            | 1:30     |  |
| 8.               | «Mountains»               | 3:39     |  |
| 9.               | «Afraid of Time»          | 2:32     |  |
| 10.              | «A Place Among the Stars» | 3:27     |  |
| 11.              | «Running Out»             | 1:57     |  |
| 12.              | «I'm Going Home»          | 5:48     |  |
| 13.              | «Coward»                  | 8:26     |  |
| 14.              | «Detach»                  | 6:42     |  |
| 15.              | «S.T.A.Y.»                | 6:23     |  |
| 16.              | «Where We're Going»       | 7:41     |  |

| Canciones adicionales en edición de lujo |                                         |          |  |
| N.º                                      | Título                                  | Duración |  |
| 17.                                      | «First Step»                            | 1:47     |  |
| 18.                                      | «Flying Drone»                          | 1:53     |  |
| 19.                                      | «Atmospheric Entry»                     | 1:40     |  |
| 20.                                      | «No Need to Come Back»                  | 4:32     |  |
| 21.                                      | «Imperfect Lock»                        | 6:54     |  |
| 22.                                      | «No Time for Caution»                   | 4:06     |  |
| 23.                                      | «What Happens Now?»                     | 2:26     |  |
| 24.                                      | «Do not go gentle into that good night» | 1:39     |  |

| Canción adicional en MovieTickets.com |                |          |  |
| N.º                                   | Título         | Duración |  |
| 1.                                    | «Day One Dark» | 6:58     |  |

## Recepción

### Taquilla
La película tuvo éxito en la taquilla, con un ingreso mundial de más de 700 millones de dólares, y recibió reseñas positivas de los críticos, quienes elogiaron la precisión científica, la temática de ciencia ficción, la banda sonora, los efectos visuales y las actuaciones de McConaughey, Hathaway, Chastain y Mackenzie Foy. La película fue reestrenada en cines el 6 de diciembre de 2024, con motivo de su décimo aniversario, proyectándose en formatos IMAX de 70 mm y digital. Durante su primer fin de semana, el reestreno recaudó $14 millones a nivel mundial, elevando el total de la taquilla global de la película a $720 millones. Con este reestreno, la película también superó los $200 millones de recaudación en taquilla en los Estados Unidos, y se consolidó como el reestreno más exitoso en la historia de IMAX, acumulando $24.4 millones a nivel mundial hasta el 20 de diciembre de 2024.

### Recepción Crítica
En el sitio web de reseñas Rotten Tomatoes, el 73% de las 375 críticas de los críticos son positivas. El consenso del sitio web dice: "Interstellar representa más del cine emocionante, estimulante y visualmente resplandeciente que los cinéfilos esperan del escritor y director Christopher Nolan, incluso si su alcance intelectual excede en cierta medida su alcance". Metacritic, que utiliza un promedio ponderado, le asignó a la película una puntuación de 74 sobre 100, basada en 46 críticos, lo que indica críticas "generalmente favorables". Las audiencias encuestadas por CinemaScore le dieron a la película una calificación promedio de "B+" en una escala de A+ a F.
Manolo García, crítico del sito de noticias de videojuegos y películas IGN Latam le dio a la película un 9.5 de 10, destacando el concepto y la actuación pero diciendo que la duración puede ser un problema. En un punto de la reseña dice: "No es muy frecuente que salga del cine y me sorprenda de lo que me hicieron sentir las tres horas que estuve sentado en la sala. Salí con la mayoría de mis fibras emocionales alteradas y agradezco muchísimo eso." Lou Lumenick del periódico estadounidense New York Post hizo una reseña positiva de la película, calificandola como una obra maestra que tiene que ser vista si o si y diciendo:" En una época en la que el cine a gran escala consiste en gran medida en películas inspiradas en cómics, novelas para adultos jóvenes y la Biblia, Nolan todavía hace películas totalmente originales que requieren que el público preste mucha atención y piense." Nicolás Ruiz del sitio web de cultura pop código espagueti hizo una reseña positiva del flim, elogiando la actuación de Matthew McConaughey y compañía y banda sonora de Hanz Zimmer, pero criticando el mensaje de la película diciendo que es algo demasiado optimista.
Ryan Syrek del ya extinto periódico The Reader le dio una D a la película, uno de los puntos que más critica es el llanto en la película, diciendo que es como si Nolan confundiera el llorar cómo si los personajes sintieran algo. Stephen A Russell crítico de The New Daily hizo una reseña negativa del filme, mencionando que los personajes son de cartón y mencionando lo siguiente: "Aunque nunca ha sido tan inteligente ni tan emotivamente cautivadora como Nolan claramente cree que realmente hay asombro en esta película, pero no es realmente sorprendente. 
Nicholas Barber de la BBC le dio 4 estrellas de 5 a la película, diciendo : "Parece como si el objetivo de Nolan fuera viajar a un lugar mucho más ambicioso que el cine convencional de Hollywood, pero, a diferencia de Coop y compañía, no pudo atravesar el agujero de gusano." Richard Roeper, escritor de Chicago Sun Times le dio 4 estrellas de 4, diciendo al final de su reseña: "Esta es una de las películas más hermosas que he visto en mi vida, en términos de visuales y su mensaje primordial sobre las poderosas fuerzas de lo único que todos conocemos pero que no podemos medir en términos científicos. El amor."

## Premios y nominaciones
| Premio               | Categoría                               | Receptor                                                    | Resultado | Ref.   |
| -------------------- | --------------------------------------- | ----------------------------------------------------------- | --------- | ------ |
| Premios Óscar        | Mejores efectos visuales                | Paul Franklin, Andrew Lockley, Ian Hunter y Scott R. Fisher | Ganadora  | [ 23 ] |
| Premios Óscar        | Mejor banda sonora                      | Hans Zimmer                                                 | Nominado  | [ 23 ] |
| Premios Óscar        | Mejor diseño de producción              | Nathan Crowley y Gary Fettis                                | Nominado  | [ 23 ] |
| Premios Óscar        | Mejor edición de sonido                 | Richard King                                                | Nominado  | [ 23 ] |
| Premios Óscar        | Mejor sonido                            | Gary A. Rizzo, Gregg Landaker y Mark Weingarten             | Nominado  | [ 23 ] |
| Premios BAFTA        | Mejor música original                   | Hans Zimmer                                                 | Nominado  | [ 24 ] |
| Premios BAFTA        | Mejor fotografía                        | Hoyte van Hoytema                                           | Nominado  | [ 24 ] |
| Premios BAFTA        | Mejor diseño de producción              | Nathan Crowley y Gary Fettis                                | Nominado  | [ 24 ] |
| Premios BAFTA        | Mejores efectos visuales                | Paul Franklin, Andrew Lockley, Ian Hunter y Scott Fisher    | Ganadora  | [ 24 ] |
| Premios Globo de Oro | Mejor banda sonora                      | Hans Zimmer                                                 | Nominado  | [ 25 ] |
| Premios Saturn       | Mejor película de ciencia ficción       |                                                             | Ganadora  | [ 26 ] |
| Premios Saturn       | Mejor banda sonora                      | Hans Zimmer                                                 | Ganador   | [ 26 ] |
| Premios Saturn       | Mejor diseño de producción              | Nathan Crowley                                              | Ganador   | [ 26 ] |
| Premios Saturn       | Mejores efectos especiales              | Paul Franklin, Andrew Lockley, Ian Hunter y Scott Fisher    | Ganadora  | [ 26 ] |
| Premios Saturn       | Mejor actuación de joven actor o actriz | Mackenzie Foy                                               | Ganadora  | [ 26 ] |
| Premios Saturn       | Mejor guion                             | Christopher y Jonathan Nolan                                | Ganadores | [ 26 ] |
| Premios Saturn       | Mejor actriz de reparto                 | Jessica Chastain                                            | Nominada  | [ 27 ] |
| Premios Saturn       | Mejor actriz                            | Anne Hathaway                                               | Nominada  | [ 27 ] |
| Premios Saturn       | Mejor actor                             | Matthew McConaughey                                         | Nominado  | [ 27 ] |
| Premios Saturn       | Mejor director                          | Christopher Nolan                                           | Nominado  | [ 27 ] |
| Premios Saturn       | Mejor montaje                           | Lee Smith                                                   | Nominado  | [ 27 ] |